# Ritmo, amor y picardía
Ritmo, amor y picardía es una película en blanco y negro de Argentina dirigida por Enrique Carreras sobre el guion de Manuel Barberá que se estrenó el 2 de marzo de 1955 y que tuvo como protagonistas a Alberto Castillo, Amelita Vargas, Alfredo Barbieri y Francisco Álvarez. Una versión posterior se tituló Un muchacho como yo.

## Sinopsis
Un padre cascarrabias cambia su carácter cuando un joven que se casa con una de sus hijas revoluciona el hogar.

## Reparto
- Alberto Castillo ... Raúl Sierra
- Amelita Vargas ... Margarita
- Alfredo Barbieri ... Javier
- Francisco Álvarez ... Don Fermín Romero
- María Luisa Santés ... Doña Mercedes
- Adrianita ... Martha
- Pola Neuman ... Ramona
- Lilian Valmar ... Elvira
- Sandra Verani ... Paca
- Héctor Armendáriz ... Bernardo

## Comentarios
La crónica de La Nación consideró a la película:

”muy divertida, de gracia espontánea en diálogo y acción.”

Por su parte Manrupe y Portela escriben:

”Comedia bastante ágil con un buen trabajo de Alberto Castillo.”